# اجیدیو میکلونی
اجیدیو میکلونی (انگلیسی: Egidio Micheloni; ۲۷ سپتامبر ۱۹۱۳ – ۱۲ اوت ۱۹۹۲) بازیکن فوتبال اهل ایتالیا بود.
از باشگاه‌هایی که در آن بازی کرده‌است می‌توان به باشگاه فوتبال یوونتوس، باشگاه فوتبال هلاس ورونا، و باشگاه فوتبال آ.ث. میلان اشاره کرد.